# 1749
1749 (MDCCXLIX) var ett normalår som började en onsdag i den gregorianska kalendern och ett normalår som började en söndag i den julianska kalendern.

## Händelser

### Juli
- 9 juli – Bosättningen Halifax grundas i Nova Scotia.[1]

### Okänt datum
- Fördrag sluts mellan Sverige och Danmark sedan Adolf Fredrik lovat att avstå sina anspråk på Holstein-Gottorp.
- Tabellverket (föregångaren till Statistiska centralbyrån) inrättas av astronomen Pehr Wilhelm Wargentin, varigenom Sverige får världens första befolkningsstatistik.
- Av försvarsskäl beslutar den svenska regeringen att Landskrona skall flytta söderut. Den medeltida staden rivs och den nya staden anläggs, av Carl Hårleman, på Gråen.
- En ny lag stadgar att stockholmarna skall sätta upp gatlyktor och hålla dem tända under en viss tid av dygnet på vinterhalvåret.
- Carl von Linné företar en forskningsresa till Skåne.

## Födda
- 2 januari – Carl Gustaf Nordin, språkvetare, politiker, biskop.
- 14 januari – James Garrard, amerikansk politiker, guvernör i Kentucky 1796–1804.
- 29 januari – Kristian VII, kung av Danmark och Norge 1766–1808.
- 10 mars – Lorenzo Da Ponte, italiensk författare.
- 24 mars – Ulla von Höpken, svensk grevinna.
- 11 april – Adélaïde Labille-Guiard, fransk konstnär.
- 29 april – Adolf Fredrik Munck, svensk hovman under Gustav III.
- 15 maj – Levi Lincoln, amerikansk politiker (demokrat-republikan).
- 17 maj – Edward Jenner, brittisk läkare, smittkoppsvaccinationens uppfinnare.
- 15 juni – Georg Joseph Vogler, tysk kompositör.
- 28 augusti – Johann Wolfgang von Goethe, tysk författare.
- 17 november – Nicolas Appert, fransk uppfinnare

## Avlidna
- 11 maj – Catharine Trotter Cockburn, brittisk romanförfattare, dramatiker och filosof.
- 10 september – Émilie du Châtelet, fransk matematiker, fysiker och författare.
- 9 november – Johan August Meijerfeldt d.ä., svensk militär och greve samt tillförordnad kanslipresident 1719–1720.
- 4 december – Claudine Guérin de Tencin, fransk politisk salongsvärd

### Fotnoter
1. ↑  ”Rausi News”. Juli-augusti 2009. Arkiverad från originalet den 2 mars 2012. https://web.archive.org/web/20120302112905/http://rausi.ca/Newsletters/RAUSI_NL_09_Jul_Aug.pdf. Läst 25 mars 2011.